# クリスティアーン・ファン・コーエンベルフ
クリスティアーン・ヒリスゾーン・ファン・コーエンベルフ（Christiaen Gillisz. van Couwenbergh、1604年7月8日 - 1667年7月4日）は、オランダの画家である。17世紀はじめに多くの画家が影響を受けたカラヴァッジオのスタイルに追随した画家の一人とされる。

## 略歴
デルフトの工芸家、画商のヒリス・ファン・コーエンベルフ(Gillis van Couwenbergh)の息子に生まれた。1622年から1624年までユトレヒトで修行し、ヘラルト・ファン・ホントホルスト(1592-1656)やディルク・ファン・バビューレン(1595-1624)といったユトレヒト・カラヴァッジョ派の画家たちから影響を受けた。
1627年にデルフトの聖ルカ組合に登録された。1630年にデルフトの市長の娘と結婚し、デルフトの有力者から注文を受けるようになり、1638年にオランダを支配することになるオラニエ＝ナッサウ家から注文を受け、 ホンセラースデイク宮殿(Huis Honselaarsdijk)を飾る絵画を描き、高い報酬を得たがこの作品は残されていない。1642年から何度か、高い報酬の注文が得られ、1651年にデン・ハーグのオラニエ＝ナッサウ家の別荘、ハウステンボス宮殿の装飾の仕事に参加した。
1647年にデン・ハーグに移ると、デン・ハーグの聖ルカ組合に親方として迎えられた。1656年ころ、ケルンに移り11年ほどそこで働き、ケルンで没した。

## 作品

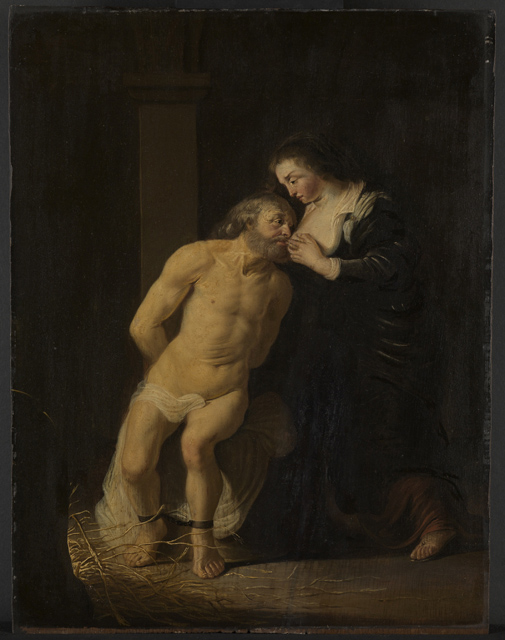
ローマの慈愛 (1639)
狩りの衣装の家族の肖像画　(1642) マイヤー・ファン・デン・ベルグ美術館
ラッパを吹くパン屋 (1650) マイヤー・ファン・デン・ベルグ美術館
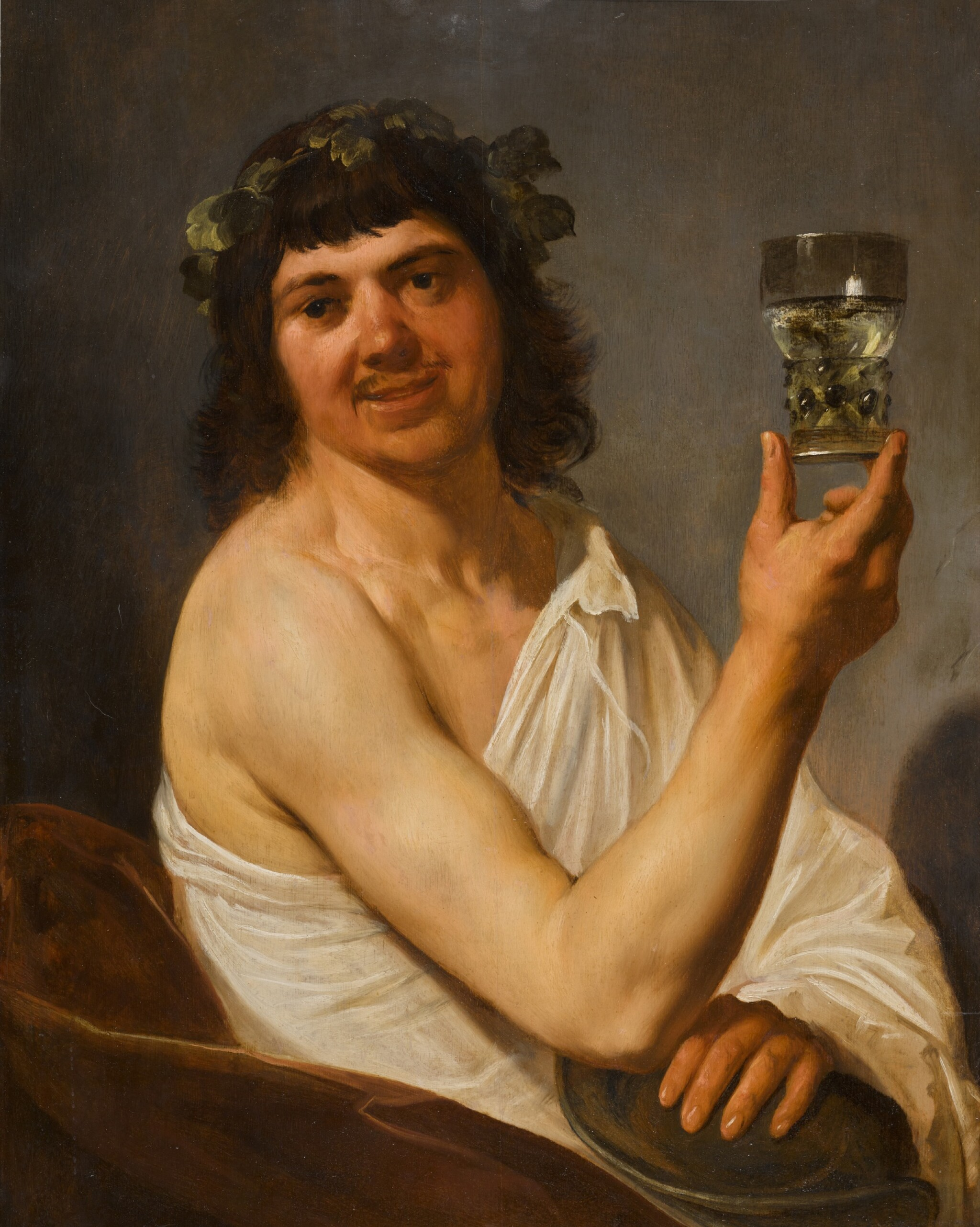
酒杯を持つバッカスに扮した男

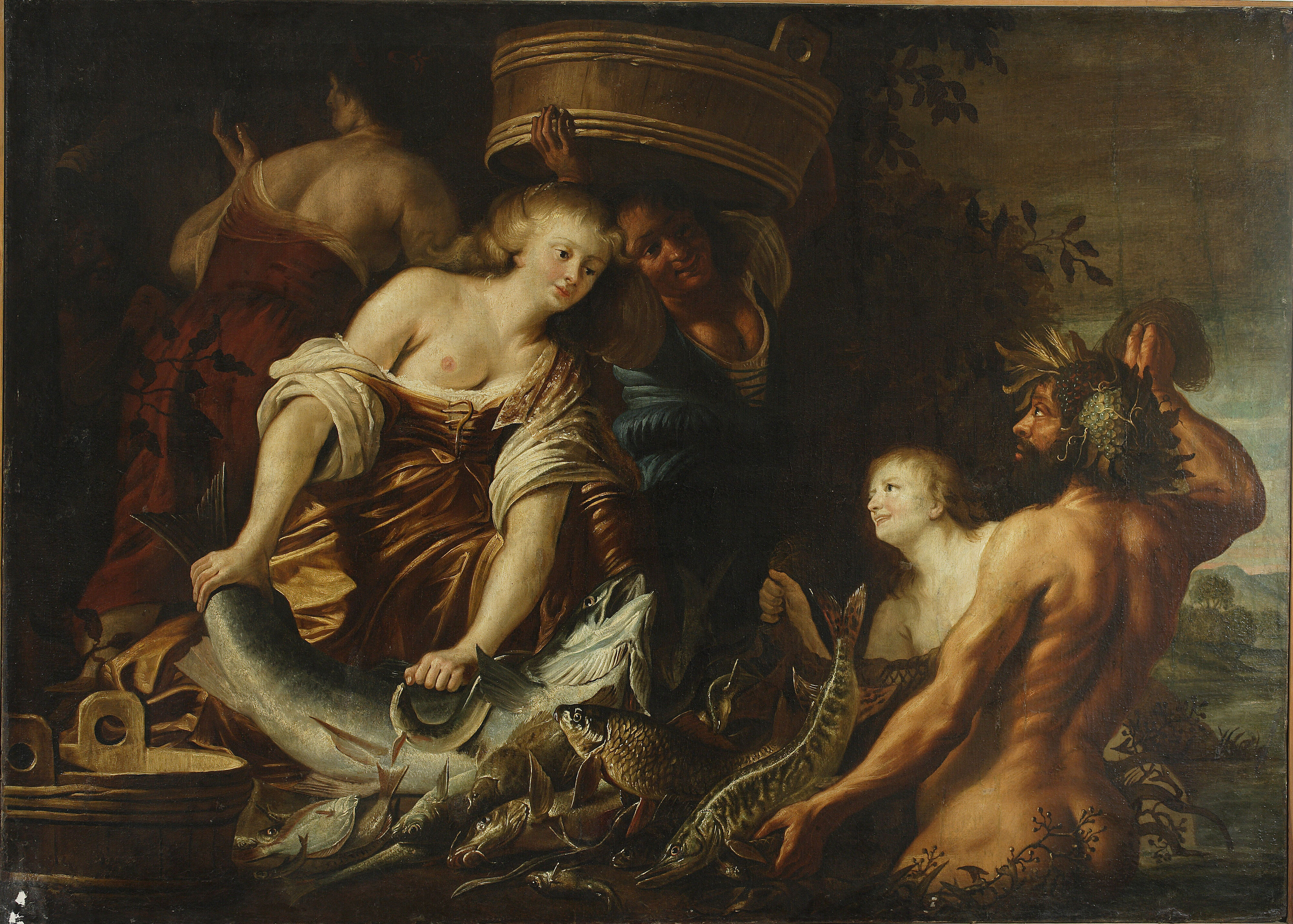
海の恵みの寓意画 (c.1650) ワルシャワ国立美術館
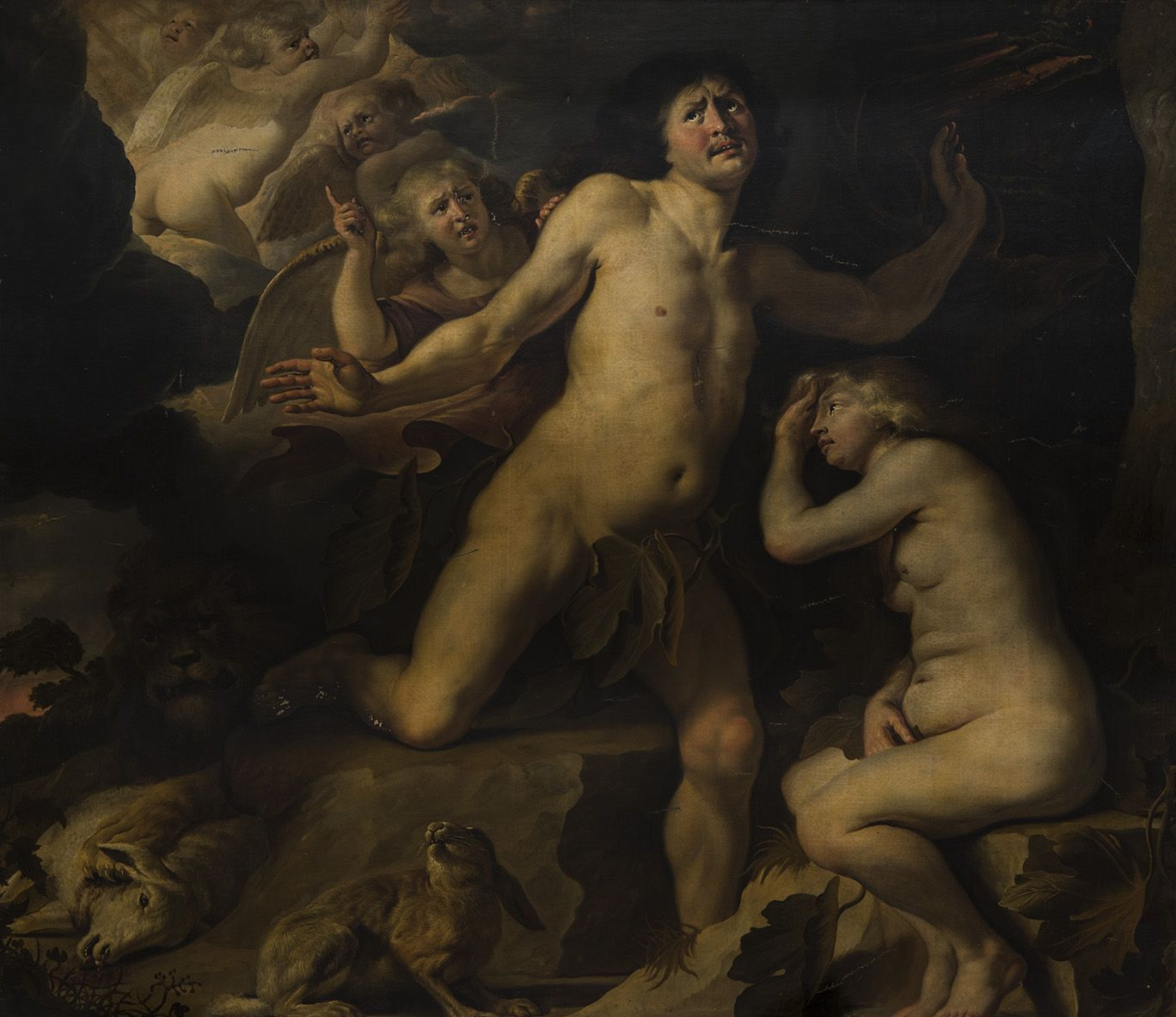
人類の堕落 Bayerische Staatsgemäldesammlungen
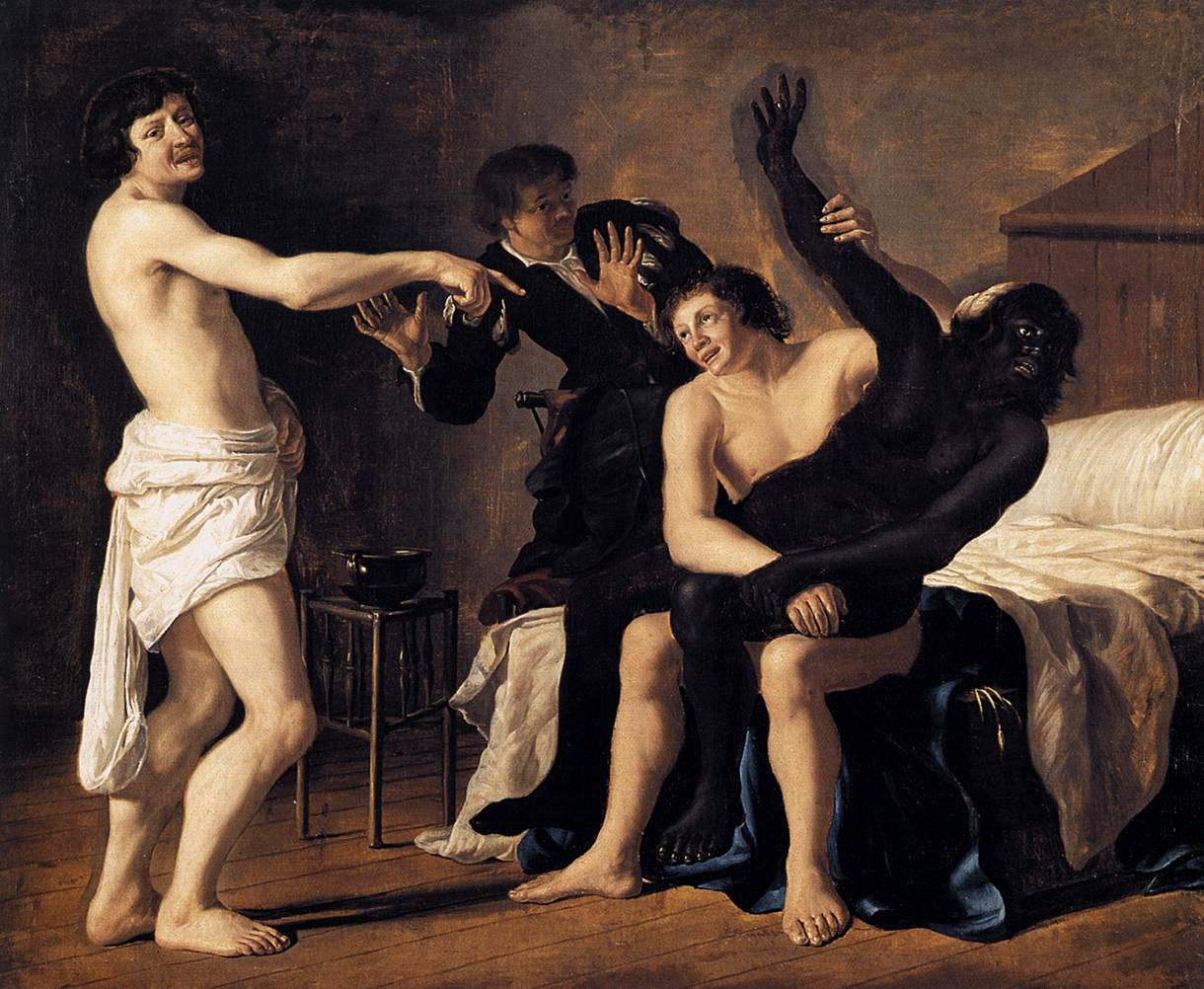
3人の若い白人男と黒人女　(1632) Musée des Beaux-Arts de Strasbourg
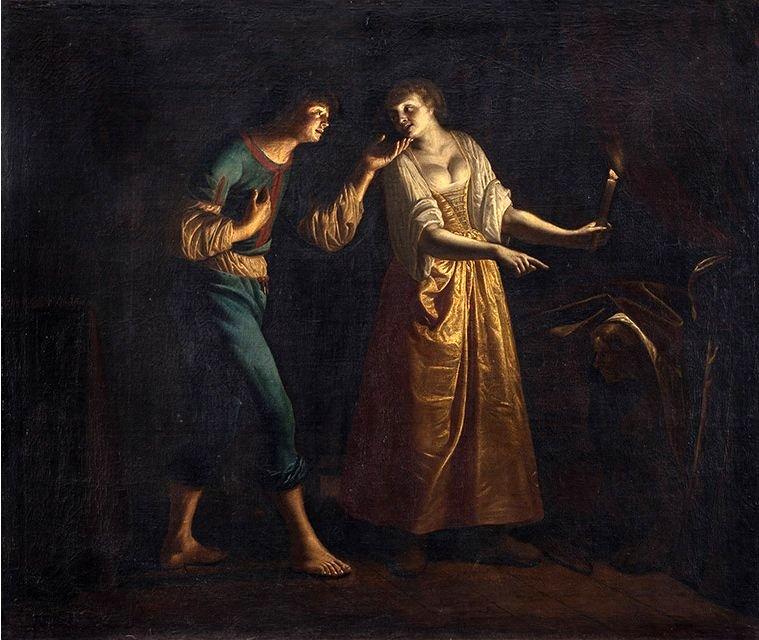
恋人たち (1632)